# Grčko jezično pitanje
Grčko jezično pitanje (το γλωσσικό ζήτημα) odnosi se na raspravu o tome treba li službeni jezik Grčke biti demotski, jezik Grka, ili kultivirana imitacija antičkog grčkog katarevusa. Bilo je to jako kontroverzno pitanje u 19. i 20. stoljeću, a napokon je riješeno kad je demotski proglašen službenim 1976. godine. Diglosija je stoljećima bila obilježje grčkog jezika.

## Arhaisti, dimotikisti i koraisti
U kontroverziji koja se rasplamsala u vrijeme novogrčkog prosvjetiteljstva, krajem 18. st., s jedne su se strane angažirali arhaisti, intelektualci koji su smatrali da je grčki kulturni preporod moguć samo povratkom starogrčkom jeziku i kulturi, te su smatrali neophodnim da Grci kroz nekoliko generacija nauče ne samo čitati, nego i pisati i govoriti grčki kakav je bio u 5. st. pr. Kr.
«Dimotikisti», njihovi oponenti, držali su da grčki narod može biti prosvijetljen samo kroz upotrebu govornog jezika i u književnosti i službenim prigodama, te da je, uz nužno normiranje, narodni jezik u stanju izraziti i vrijedne, uzvišene i dostojanstvene ideje.
Te dvije suprotstavljene grupe nisu bile i jedine: većina grčkih prosvjetitelja uviđala je, poput Adamandiosa Koraisa, da je starogrčki jezik većini nerazumljiv, te da se ne može vratiti u upotrebu. Koraisti nisu podupirali upotrebu klasičnog grčkog u formalnim prilikama, ali su smatrali neophodnom standardizaciju jezika čišćenjem od arhaizama, dijalektizama i tuđica. Predlagali su varijantu jezika koja bi se temeljila na strukturi govornog jezika, ali bi i sadržavala velik broj elemenata klasičnog i helenističkog grčkog.

## Katarevusa i dimotiki
U vrijeme spora među prosvjetiteljima još se nisu bili koristili termini katarevusa («pročišćeni jezik»), ni dimotiki («narodni jezik»). Oni su se ustalili tek krajem 19. st.
Ono što danas zovemo katarevusom jest varijanta jezika koju su predlagali koraisti, zagovornici trećeg puta. Katarevusa, pročišćeni grčki, u odnosu na starogrčki imala je jednostavniju gramatiku, sadržavala je arhaizirane oblike modernih riječi, sa što manje stranih utjecaja. Svrha njezinog stvaranja bilo je posredovanje između arhaista i dimotikista.
Grecist André Mirambel konstatirao je da je, više nego što je pomlađivala stare, katarevusa postaravala nove riječi.
Uspostavom suvremene grčke države, oko 1830., ustanovljena je i katarevusa kao službeni jezik. Katarevusa se potvrdila kao jezik državnih institucija, uprave, školstva, pravosuđa, tiska, dijelom književnosti, premda nikad nije dobila odgovarajuću normativnu ni deskriptivnu gramatiku.
Sredinom 19. st. se kretanje prema arhaičnijem jeziku općenito smatralo progresivnim, dok su se Koraisove ideje držale staromodnima. Između 1830. i 1880. jezik se postupno sve više udaljavao od govornoga.
Protiv sve većeg arhaiziranja katarevuse prvo su reagirali pjesnici, kojima je bilo nemoguće pisati dobru poeziju na tako umjetnom jeziku, a potom su im se pridružili i pripovjedači i dramski pisci, koji su pak shvatili da je pisanje o životnim temama na katarevusi neautentično.
Konverzija grčke književnosti iz katarevuse na dimotiki dogodila se naglo. Na valu tog uspjeha, pobornici narodnog jezika su od početka 20. st. nadalje nastavili zahtijevati da se katarevusa sasvim ukine. Inzistirali su da dimotiki postane službenim jezikom školstva, pri čemu su nailazili na grub otpor. Jezično je pitanje postalo otvoreno politička, ideologizirana tema.
Premda je Ustavom iz 1911. katarevusa proglašena službenim jezikom, udžbenici na narodnom jeziku uskoro su ušli u osnovnoškolski program.
Godine 1941. g. dimotiki je napravila povijesni korak naprijed, objavljivanjem gramatike modernog grčkog jezika (autori Manolis Triandaphyllidis i dr.).

## Standardni novogrčki jezik
Godine 1976. dimotiki je proglašena službenim jezikom.
Osamdesetih godina katarevusa se još donekle koristila jedino u vojsci, pravosuđu i crkvi.
Jezičnom reformom iz 1982. i uvođenjem monotonskog sustava pojednostavljen je pravopis (ukinuti su spiritusi; naglasak se označava akutom) iako i danas mnogi pisci pišu politonskim sustavom.
Diglosija je danas dobrim dijelom nestala i za većinu komunikacijskih svrha postoji jedan, jedinstven grčki jezik.
Premda je danas katarevusa zastarjela, mnogi elementi starogrčkog leksika i gramatike što ih je ona nametala tijekom dvaju stoljeća svoga postojanja prodrli su u dimotiki i ostavili zamjetan trag u standardnom novogrčkom jeziku. 
Zvuk modernoga grčkog jezikaⓘ

## Vanjske poveznice
- Vesna Cvjetković Kurelec: Standardizacija novogrčkoga u razdoblju prosvjetiteljstva, u Suvremenoj lingvistici  Arhivirana inačica izvorne stranice od 25. siječnja 2022. (Wayback Machine), 23 (1997.)